# Hlavatěnkovití
Hlavatěnkovití (Pipunculidae) jsou malou skupinou dvoukřídlého hmyzu. Tato čeleď je sesterská čeledi pestřenkovití (Syrphidae) a spolu s ní tvoří nadčeleď Syrphidoidea.
Hlavatěnky vypadají jako malé mouchy, nápadné jsou však svojí hlavou s obrovskýma složenýma očima, které zpravidla pokrývají většinu plochy celé hlavy. Larvy hlavatěnek jsou parazitoidi jiných skupin hmyzu, kvůli tomu bývají někdy využívány k regulaci hospodářských škůdců.